# IMAX

Logo

IMAX ist ein von dem gleichnamigen kanadischen Unternehmen IMAX Corporation entwickeltes Kino-System. Es beruht mit 70-mm-Film auf dem breitesten genormten Filmformat bei gleichzeitig größtem üblichen Bildformat auf dem horizontal geführten Film. Die sich daraus ergebende hohe Auflösung ermöglicht helle und scharfe Projektionen auf besonders großen Bildwandflächen, die das Gesichtsfeld des Zuschauers nahezu vollständig ausfüllen. Dadurch soll die Immersion der Zuschauer verbessert werden, sie sollen sich fühlen, als befänden sie sich selbst im Filmgeschehen. Außerdem kann der Vektionseffekt leichter auftreten.
Das Wort „IMAX“ entstand aus den Worten „Images MAXimum“, was auf Deutsch in etwa „größtmögliche Bilder“ bedeutet. Mittlerweile existieren unter der Marke IMAX auch Kinos mit digitaler 2K-DLP-Doppelprojektion, deren Bildwandgrößen im Bereich üblicher Multiplex-Kinos liegen.
Der bekannteste Konkurrent moderner IMAX-Säle ist das Dolby Cinema.

## Geschichte

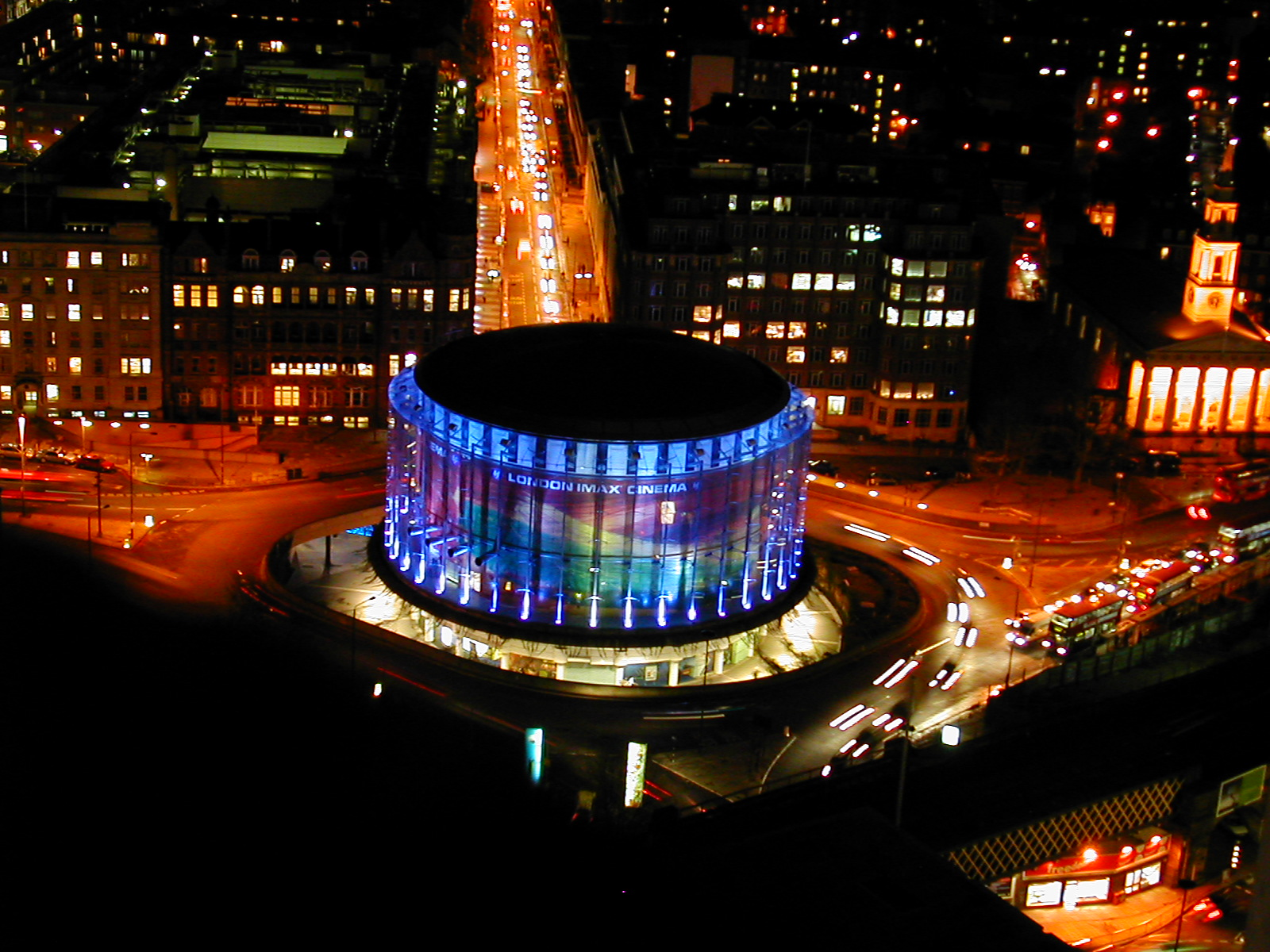
IMAX-Kino in London

Im März 1958 wurde in Moskau das erste Panoramakino namens „Mir“ nach dem Umbau einer alten Manege eröffnet. Es war seinerzeit das größte Panoramakino Europas. Die 31 Meter breite und 11 Meter hohe Leinwand wurde von 3 Projektoren angestrahlt und nahm ein Drittel des kreisrunden Kinosals ein, so dass sich der Zuschauer im Mittelpunkt des Filmgeschehens fühlte.
Auf der EXPO 1967 in Montreal, Kanada galten Multi-Leinwand-Filme als Attraktion. Die kanadischen Filmemacher und Unternehmer Graeme Ferguson, Roman Kroitor und Robert Kerr beschlossen angesichts des Erfolges, ein System zu konzipieren, in dem statt der noch üblichen multiplen Projektoren ein einzelner starker Projektor verwendet wird. Sie gründeten 1967 die IMAX Corporation mit Sitz in Mississauga, Kanada. Auf der Expo ’70 in Osaka, Japan wurde schließlich im Fuji-Pavillon erstmals das IMAX-Filmprojektorensystem vorgestellt.
Das erste permanente IMAX-Projektionssystem wurde 1971 im Cinesphere-Kino am Ontario Place in Toronto installiert. Eine Variation, das IMAX Dome, hatte seine Premiere als OMNIMAX im Jahre 1973 im Reuben H. Fleet Space Theater in San Diego.
IMAX 3D hatte im kanadischen Pavillon auf der Expo 86 in Vancouver Premiere, IMAX 3D Dome (später IMAX Solido) und IMAX Magic Carpet jeweils im Fujitsu-Pavillon und im Sanwa-Midori-Kai-Pavillon auf der Expo 1990 in Osaka. Auf der EXPO 1992 in Sevilla zeigte IMAX im kanadischen Pavillon erstmal sein IMAX-HD-System.
Im März 2008 gab IMAX bekannt, die mechanischen Filmprojektoren in den IMAX-Kinos durch digitale Projektoren des Unternehmens Texas Instruments in DLP-Technik zu ersetzen.

## Technik

### Kameras

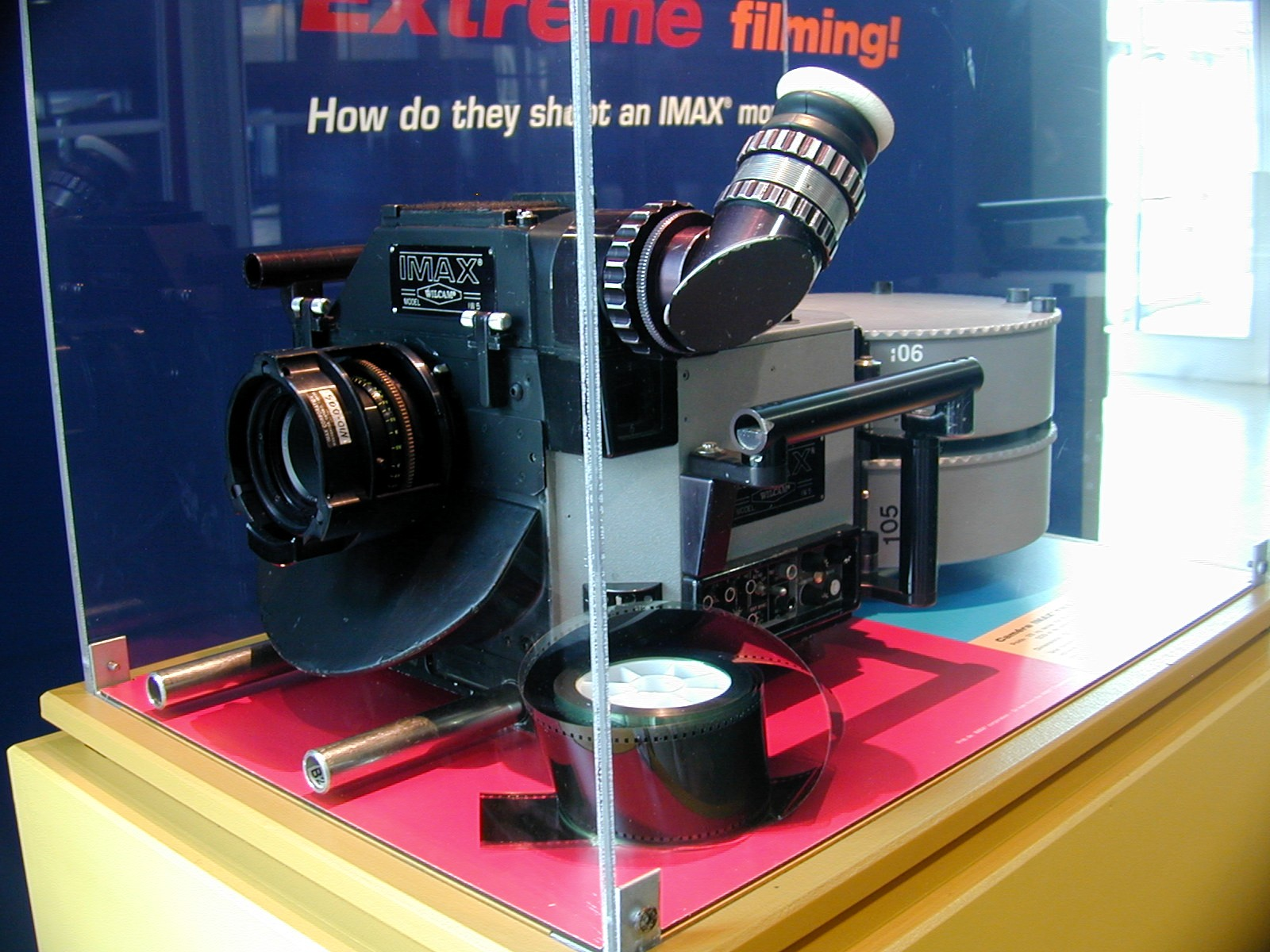
IMAX-Kamera; daneben eine Rolle 70-mm-Film

#### Analoge Kameras
Noch immer werden einige Filme auf analogem Film gedreht. Durch die lange Zeit geringe Popularität dieses Formats sind alle Kameras relativ alt, da nie ein Bedarf an einer höheren Zahl bestand. Mit der steigenden Rate an Blockbuster-Produktionen gab die IMAX-Corporation bekannt, vier neue Kameras zu produzieren. Die Zahl vier stellt dabei die Gesamtheit der Kameras dar und keine Anzahl an Modellen. Eine bekannte Kamera stellt die MSM 9802 dar, auf der zum Beispiel Teile von Tenet (2020) oder James Bond 007: Keine Zeit zu sterben (2021) gedreht wurden.
Durch die große Filmrolle sind analoge Kameras extrem schwer (teilweise über 100 Kilogramm) und schwierig zu handhaben, weshalb vor allem in Blockbustern meist nur ausgewählte Szenen mit diesen Kameras gedreht werden. Durch die aufwendigen Dreharbeiten mit diesen Kameras und die geringe Anzahl an Kameras auf dem weltweiten Markt sind Dreharbeiten bedeutend teurer als mit allen anderen Kameras, die normalerweise für Filme genutzt werden und sind damit den größten Produktionen vorbehalten. Die Leihkosten betragen 16.000 $ pro Woche, dazu kommen die Kosten für den Film, der exklusiv von Kodak hergestellt wird.
Dokumentarfilme und andere Formate abseits des Popular-Kinos, die mit IMAX-Kameras gedreht werden, wurden zumeist vollständig mit diesen Kameras gedreht.

#### Digitale Kameras
Die erste digitale Kamera, die für IMAX-Produktionen genutzt werden konnte, war die Alexa 65 von ARRI. Es handelt sich hierbei um eine Großformatkamera mit einer Sensor-Auflösung von 6560 × 3100 Pixeln.
Mittlerweile ist die IMAX Corporation Verträge mit den Herstellern ARRI, Panavision, Sony und RED eingegangen um den Herstellern die Möglichkeit zu geben offiziell IMAX-zertifizierte Kameras zu produzieren.
Offiziell zertifiziert sind zurzeit (Stand: August 2022):
- ARRI Alexa 65
- ARRI LF
- ARRI Mini LF
- Panavision Millenium DXL2
- RED Ranger Monstro
- Sony Venice

### Technische Verfahren

#### IMAX 3D

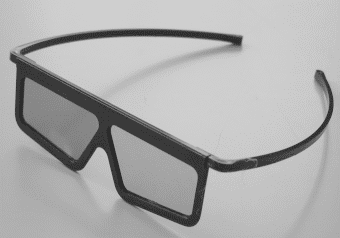
Polfilterbrille

Bei der Aufnahme eines IMAX-3D-Filmes wird mit zwei Kameras gleichzeitig jeweils dasselbe Motiv aufgezeichnet. Für den stereoskopischen Effekt befinden sich die Kameras dazu in einem Abstand äquivalent zum Abstand der menschlichen Augen zueinander. Das „IMAX 3D“-Verfahren nutzt für die erforderliche Bildtrennung bei der Projektion die Polarisationstechnik, um ein dreidimensionales farbiges Bild zu erzeugen.
Die Filmprojektion erfolgt mit linear polarisiertem Licht. Dabei sind die Polarisationsrichtungen für das rechte und das linke Teilbild um 90° gegeneinander verdreht. Der Betrachter trägt spezielle 3D-Brillen, die wiederum durch entsprechende Polarisationsfilter dafür sorgen, dass jedes Auge nur das entsprechende Teilbild zu sehen bekommt. Im Gehirn entsteht so der dreidimensionale Filmeindruck. Das Bild wird auf eine Silberleinwand projiziert, da herkömmliche Projektionsflächen die Polarisation des Lichtes zerstören würden.
Ein Vorteil der Polarisationsfiltertechnik sind die kostengünstige Herstellung der 3D-Brillen und deren unkomplizierte Handhabung. Die Polfilter lassen allerdings nur ein Drittel des vorhandenen Lichtes durch. Deshalb sind sehr starke Xenonlampen nötig, die aufgrund der hohen Hitzeentwicklung (Betriebstemperatur ca. 800 °C) kontinuierlich mit Luft und Wasser gekühlt werden müssen. Ein Nachteil ist die starke Blickwinkelabhängigkeit der Silberleinwand. Für seitliche Blickwinkel größer als ca. 20° ist das Bild nur noch weniger als halb so hell, verglichen mit der frontalen Betrachtung. Zuschauer sollten also bei der Projektion möglichst mittig vor der Leinwand sitzen.
In manchen Kinos werden dagegen Shutterbrillen verwendet. Bei dieser Technik wirft der Projektor abwechselnd ein Bild für das linke bzw. für das rechte Auge auf die Leinwand. Die Shutterbrillen enthalten für jedes Auge ein dünnes LCD-Glas, welches – synchron mit dem Projektor – nur dann lichtdurchlässig wird, wenn auch das für dieses Auge vorgesehene Bild auf der Leinwand zu sehen ist. Dieser Vorgang wird durch Infrarotsignalgeber oberhalb der Leinwand für alle Brillen gleichzeitig gesteuert. Um ein Kopfschmerzen bereitendes Flimmern des Bildes zu verhindern, muss jedes linke Einzelbild viermal in Abwechslung mit dem jeweils passenden rechten Einzelbild gezeigt werden. Da die Brillen aktive Komponenten enthalten, wird diese Technik auch als „aktive“ Stereoprojektion bezeichnet, im Gegensatz zu der „passiven“ Polarisationsfiltertechnik.

#### IMAX DMR
DMR ist die Abkürzung für Digital Media Remastering. Bei diesem Verfahren werden herkömmliche, auf 35-mm-Film gedrehte Filme so hochauflösend wie möglich (in der Regel mit 6K) eingescannt und so digitalisiert. Im Idealfall wird dazu das aus der Kamera stammende Negativmaterial verwendet, da bei jedem Kopiervorgang ein Qualitätsverlust auftritt. Dann wird mit speziellen Software-Algorithmen die sichtbare Körnung des Filmes entfernt, die auf den IMAX-Leinwänden sonst unangenehm auffallen würde. Anschließend wird das Bild nachgeschärft, um Details zu erhalten. Die verarbeitende Renderfarm braucht mehrere Wochen für die Nachbearbeitung. Zum Schluss wird der Film mit 8K, das heißt 8000 × 6000 Pixeln (48 Megapixel) auf 70-mm-Film ausbelichtet.
Ein Rechenbeispiel für einen 90-Minuten-Film: Der Film wird mit einer Auflösung von 8.000 × 6.000 Pixeln und einer Farbtiefe von 48 Bit (je 16 Bit pro Farbkanal, entspricht 6 Byte) pro Pixel eingescannt. Jedes Bild hat unkomprimiert eine Größe von ca. 275 MB (8000 × 6000 × 6). Der unkomprimierte 90-Minuten-Film besteht aus etwa 130.000 Einzelbildern (24 Bilder pro Sekunde) und belegt somit etwa 34 TB (275 MB × 130.000) Speicherplatz.
Bei komplett computeranimierten Filmen oder solchen, die teilweise auf IMAX-Film gedreht wurden, kann durch einen oben und unten vergrößerten Bildausschnitt der Letterbox-Effekt, der sich sonst bei der Projektion „normaler“ Breitbildfilme auf den 4:3-IMAX-Leinwänden ergäbe (schwarze Balken oben und unten), vermieden oder zumindest verringert werden. Diese Erweiterung des vertikalen Sichtfeldes war beispielsweise bei den Filmen Avatar sowie Tron: Legacy, aber auch bei The Dark Knight zu sehen.
Früher wurden für einige DMR-bearbeitete Filme (Superman Returns, Harry Potter und der Orden des Phönix) bestimmte Szenen nachträglich in 3D konvertiert; dies geschah durch ein aufwändiges „Nachbauen“ der Szenen in einem 3D-Programm. Inzwischen ist dies durch die aktuelle Vielzahl an 3D-Filmen und technisch stark vorangeschrittener 3D-Konvertierungstechnik nicht mehr nötig, viele IMAX-3D Spielfilme nutzen dieselbe 3D-Fassung wie reguläre Kinos.
Bei der Projektion muss allerdings beachtet werden, dass „herkömmliche“ Filme üblicherweise länger als IMAX-Filme sind. Deshalb wird – je nach verfügbarer Filmtelleranlage – nach 60 bis 100 Minuten eine Pause zum Filmwechsel gemacht. Neuere Telleranlagen ermöglichen inzwischen eine Filmlänge von maximal 180 Minuten.

#### IMAX HD
Hierbei wird der Film mit der doppelten Geschwindigkeit aufgenommen und abgespielt (48 statt 24 Bilder pro Sekunde). Dadurch werden Bewegungsunschärfen halbiert; Bewegungen wirken flüssiger und natürlicher. Der Nachteil dieses Systems liegt darin, dass die meisten IMAX-Kinos Filmteller haben, die für höchstens 50-minütige Filme ausreichen. Somit können IMAX-HD-Filme bei gleicher (Meter-)Länge nur maximal 25 Minuten lang sein. Die Bezeichnung HD (High Definition, hohe Auflösung) bezieht sich nicht auf die Bildpunkteanzahl des Filmmaterials, sondern auf die zeitliche Auflösung. Durch die recht kurze maximale Spieldauer dieses Verfahrens hat es sich allerdings nicht durchsetzen können.
IMAX HD kann auch mit Dome und 3D kombiniert werden, dann heißt es IMAX Solido (siehe unten).

#### IMAX Enhanced
IMAX Enhanced stellt eine festgelegte Auswahl an Standards für das Heimkino dar, die durch entsprechend zertifizierte Geräte alle erfüllt werden müssen. Vor allem muss die Wiedergabe der Standards HDR10 und DTS:X gewährleistet sein. Zertifizierte Medien sollen in einem solchen Setup das Kinoerlebnis imitieren, indem beispielsweise das Bild voll ausgefüllt wird und leichte vorab festgelegte Veränderungen an Bild und Ton durch Metadaten vorgenommen werden.

### Analoge Projektion

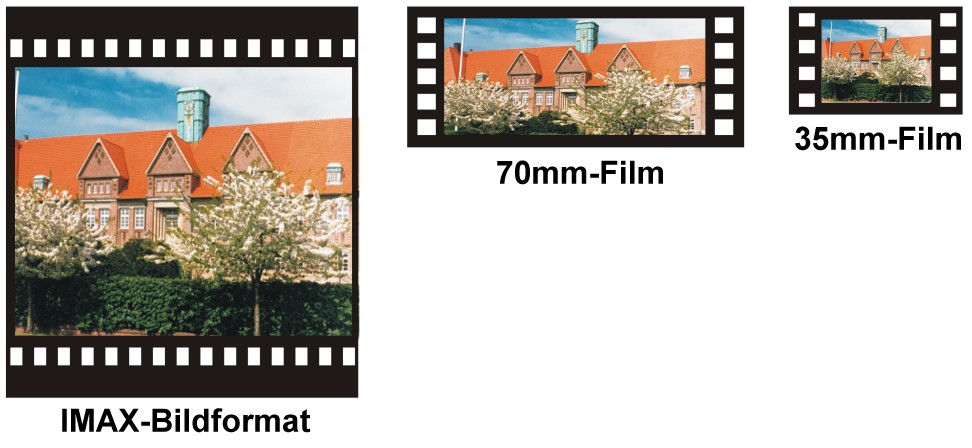
Formatvergleiche

Der 70-mm-Film läuft horizontal durch den Projektor, so dass eine Bildfläche von etwa 71 mm × 52 mm erreicht wird. Das Bildformat beträgt also in etwa 1,36:1 und ist damit dem ursprünglichen Fernsehformat 4:3 (1,33:1) wesentlich ähnlicher als den sonst verwendeten Kinoformaten.
Tatsächlich entspricht das Bild aber dem Format 1,43:1, da nur 65 mm des Films für das Bild verwendet werden. Die restlichen 5 mm werden für die Tonspur verwendet. Die Auflösung entspricht beim analogen Film 7K oder mehr.
IMAX Projektionsverfahren, die auf analogem Film basieren, sind rückläufig und wurden eingestellt. Klassische Kinos mit analoger IMAX-Projektion steigen wenn möglich auf die digitale Projektion um. Vor allem die Ersatzteilbeschaffung für die alten Projektoren sind ein Kostenfaktor, da bei einem Defekt der Projektor länger als bei einem digitalen Projektionsverfahren ausfällt. Dazu kommen höhere Personalkosten durch die aufwendige Vor- und Nachbereitung der Vorstellungen, die höheren Transportkosten und die geringe Anzahl an analogen Filmen.
Kinos, die (auch) auf das analoge 70-mm-IMAX-Format setzen, gibt es in Europa nur noch in Prag, London, Valencia und Manchester (Stand 2023?).
Im Juli 2023 berichtete heise online, dass in IMAX-Kinos, die noch nicht auf Digitaltechnik umgestellt sind, eine Emulation des Palm m130 auf Windows-Tablets zur Steuerung eingesetzt wird, in manchen Kinos sogar noch Originalgeräte. Der Palm m130 ist ein PDA, der 2002 auf den Markt kam.

#### Technik

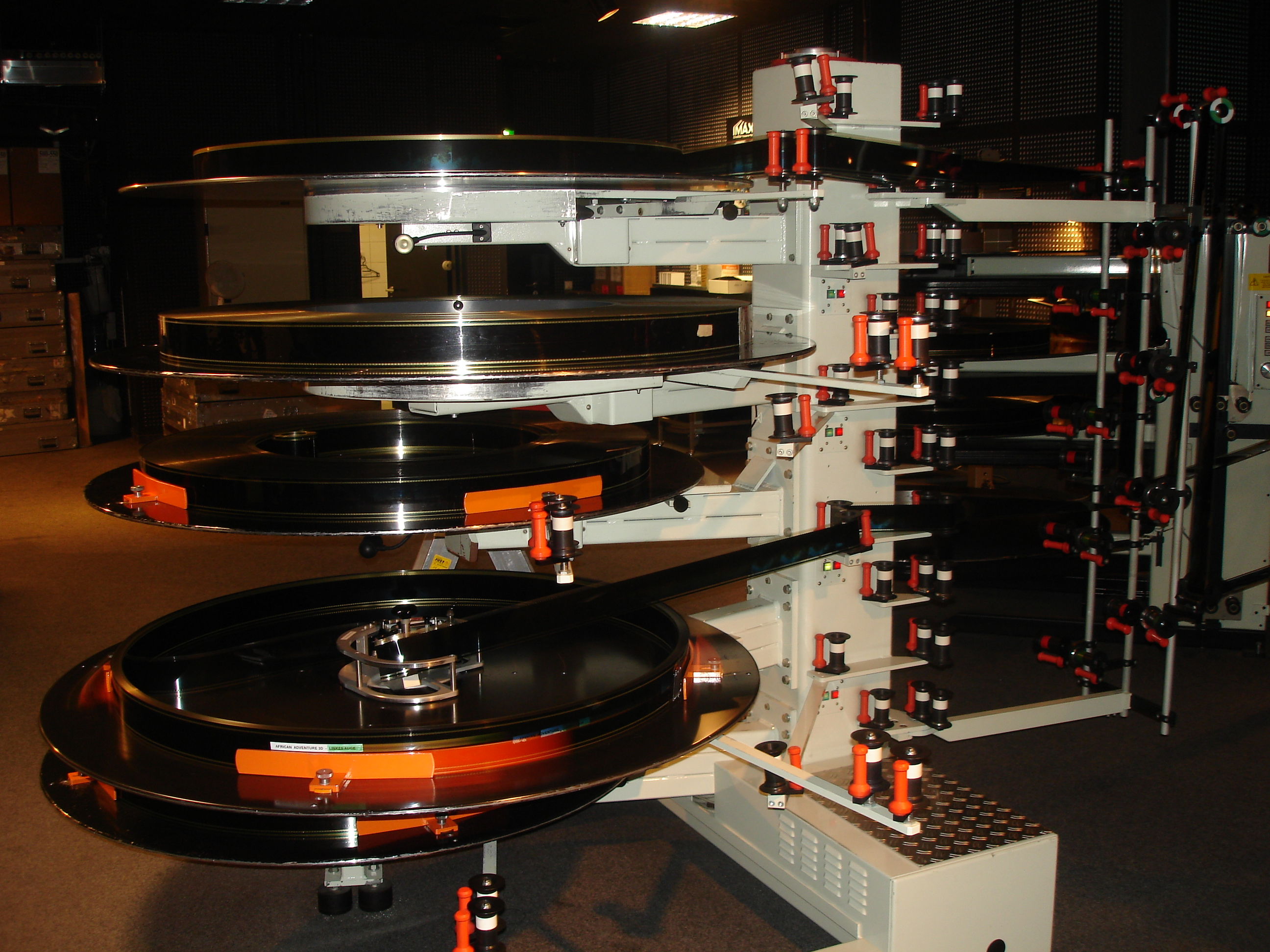
Filmteller mit 70-mm-Film

15 kW Xenon-Gasentladungslampe für IMAX-Projektor

Die eingesetzte Projektionslampe ist eine Xenon-Gasentladungslampe mit einer elektrischen Leistung von 15 kW und bei 3D-Projektionen, für die zwei Projektoren mit unterschiedlich polarisiertem Licht verwendet werden, insgesamt 30 kW. Die Lampe muss wassergekühlt werden; ihre Betriebsspannung beträgt 37,5 V bei einer Stromaufnahme von 400 A. Die Verstärker des Mehrkanal-Tonsystems haben eine maximale elektrische Ausgangsleistung von 25 kW. Filmmusik und Geräusche erscheinen realistisch.
Um den Film schonend durch den Projektor zu transportieren und gleichzeitig ein brillantes, scharfes und flimmerfreies Bild zu erzielen, hat die IMAX Corporation den so genannten Rolling-Loop-Filmtransport (Wellenschleifenmechanismus) übernommen, welcher von P. R. W. Jones, Brisbane, Queensland, erfunden wurde. Der Filmstreifen wird bei diesem Verfahren horizontal und in wellenartiger Bewegung vorwärts bewegt.
Anliegend am Rotor befindet sich ein sogenanntes Einlaufrad, das den Film in die vorbeifahrenden Taschen des Rotors drückt, so dass der Film wellenförmig auf diesem liegt. Die einzelnen Bilder werden von Sperrstiften fixiert und an ein geschliffenes und poliertes Bildfensterglas gesaugt. Somit ergeben sich annähernd perfekter Bildstand und Schärfe. Durch die starken Xenon-Gasentladungslampen wird ein brillantes Bild produziert. Das Gewicht eines Projektors beträgt ungefähr 900 kg.
Analoge IMAX-Filme sind durch die Maße des Drehtellers für den Film auf eine Laufzeit von 167 Minuten begrenzt.

#### Spezielle Formate
Nach aktuellem Stand werden keine neuen der nachfolgend genannten Attraktionen mehr neu gebaut und auch keine neuen Projektoren dieser Art hergestellt. Durch die schwierige Ersatzteilbeschaffung, die kurzen Laufzeiten der Filme und wenige (oder keine) neuen Filme für diese Formate ist die Zahl der Installationen rückläufig.

##### IMAX Dome plus
Das „IMAX Dome plus“-System (früher OMNIMAX) zeichnet sich durch eine halbkugelartige Leinwand mit bis zu 21 m Durchmesser und bis zu 700 m² Fläche aus, die in der Horizontalen 180°, in der Vertikalen 122° (100° über dem Horizont des Betrachters und 22° darunter) abdeckt und somit das komplette Sichtfeld des Betrachters ausfüllt. Hierbei wird der Film mittels einer entsprechenden Kamera mit Fischaugen-Weitwinkelobjektiv aufgenommen, sodass auf dem Filmstreifen ein ovales, verzerrtes, von Schwarz umgebenes Bild erscheint. Dieser schwarze Rand wird bei der Projektion maskiert und der verzerrte Bildbereich durch eine entsprechende Weitwinkellinse und die gewölbte Projektionsfläche entzerrt auf die Leinwand projiziert. Dieses System verstärkt das Gefühl, sich „im Film“ zu befinden. Schwindelgefühl bei den Zuschauern, ausgelöst durch schnelle Kamerafahrt, ist daher nicht selten.
Siehe dazu auch das Omnivision-Verfahren in 180-Grad-Kinos ab 1979 und dessen Vorgänger ab 1958.
Inzwischen sind einige IMAX-Dome-fähige Kinos dazu übergegangen, auch „flache“ IMAX-Filme auf die Dome-Leinwand zu projizieren. Dies wirkt sich aber in der Bildqualität negativ aus, da Verzerrungen im Bild auftreten, die mit zunehmender Nähe zum Rand der Leinwand stärker werden. So werden gerade Linien zur Leinwandmitte hin gekrümmt. Gelegentlich sind auch leichte blaue und gelbe Farbsäume zu erkennen.

##### IMAX Solido
Das „IMAX Solido“-System ist eine Kombination aus IMAX 3D, IMAX Dome und IMAX HD. Hierbei laufen zwei Filmstreifen, ihre Kader werden abwechselnd, mit insgesamt 48 Bildern, auf eine kuppelförmige Leinwand vor/über den Betrachtern projiziert. Die Zuschauer tragen Shutterbrillen, die ihre Gläser abwechselnd dunkel stellen, um jedem Auge nur das seiner Seite zugeordnete Bild sehen zu lassen.
IMAX Solido bot dem Sehsinn ein scharfes, das ganze Gesichtsfeld ausfüllendes Bild, mit Bewegt-Erscheinung ohne Flackern und mit dreidimensionalem Eindruck.
Dieses Verfahren hat sich bisher nicht durchgesetzt. Das weltweit letzte Solido-fähige IMAX-Kino befand sich im Futuroscope in Poitiers, Frankreich. Am 3. September 2017 fand die letzte Vorführung statt, danach wurde das Kino abgerissen.
Für nähere Informationen siehe IMAX 3D, IMAX Dome plus und IMAX HD.

##### IMAX Ride
Bewegungssimulatoren setzen entsprechende Ereignisse auf der Leinwand in synchrone Bewegungsimpulse um, die auf die Sitzgelegenheit des Zuschauers übertragen werden.
Eine solche Technik entwickelte die IMAX Corporation: das sogenannte „IMAX Ride“-System. Das Unternehmen war bereits an der Entwicklung von „Back to the Future – The Ride“ beteiligt, einer Attraktion der Universal Studios Hollywood. Das System bietet bis zu 208 Zuschauern vor einer 30 Meter hohen IMAX-Dome-Leinwand Platz. Der weltweit erste 3D-Ride, „Race for Atlantis“, wurde im Caesars Palace in Las Vegas eröffnet.
Das verbesserte System „IMAX Ridefilm“ wurde unter der Leitung von Douglas Trumbull entwickelt. Es arbeitet mit einem horizontal laufenden 35-mm-Film im Vistavision-Bildformat, der mit 48 Bildern pro Sekunde auf einer gewölbten Leinwand abgespielt wird. Jeweils 18 Personen können gleichzeitig in der sich bewegenden Simulatorenkapsel sitzen.
In Europa gibt es bislang nur in Frankreich und Belgien insgesamt vier Kinos der Gaumont-Gruppe, die IMAX Rides anbieten: in den französischen Orten Archamps, Labege und Valenciennes und im belgischen Antwerpen.
Des Weiteren existierte bis Januar 2016 ein IMAX-Ride-Kino im Phantasialand in Brühl bei Köln, in dem eine 2D-Version von „Race for Atlantis“ lief. Dieses besaß zwei Leinwände, die jeweils die Hälfte der Kuppel ausmachten. Die acht Simulatoren in der oberen Etage der Kuppel wurden 2005 mit der Umthematisierung von Galaxy (gezeigter Film „Asteroid Adventure“) zu Race for Atlantis stillgelegt und dienten bis 2016 als Ersatzteillager für die verbliebenen acht Simulatorkapseln im Erdgeschoss der Attraktion. Die letzte Fahrt fand am 17. Januar 2016 am letzten Tag des „Wintertraums“ statt, der Abriss begann unmittelbar danach.

##### IMAX Magic Carpet
Bei dieser Technik wird der Film mit zwei Kameras aufgenommen, wobei eine nach vorne und eine nach unten gerichtet ist. Die Projektion des nach vorne gerichteten Filmes erfolgt normal. Der nach unten gerichtet aufgenommene Film wird mittels eines zweiten, unter dem Zuschauerraum gelegenen Projektors über einen Spiegel auf die waagrechte, „liegende“ Leinwand (deshalb Magic Carpet = „magischer Teppich“) unter den Sitzreihen projiziert. Diese müssen logischerweise mit Glasböden ausgestattet sein. So können beispielsweise Luftaufnahmen gezeigt werden, wobei die Zuschauer nicht nur den Ausblick nach vorn haben, sondern auch die Landschaft unter ihnen sehen können. Die beiden bisher einzigen „IMAX Magic Carpet“-Filme waren Flowers in the Sky, der die lange Reise der Monarch-Schmetterlinge zeigte, und „Flying Raft“.
Dieses Verfahren konnte sich jedoch nicht durchsetzen, da die Zuschauer es gewohnt sind, im Kino nach vorne zu sehen und so den „Magic Carpet“-Effekt nicht mitbekamen. Außerdem ist der Blick nach unten durch die eigenen Beine und den Sessel des Vordermannes stark eingeschränkt.
Derzeit (Stand 2023?) existiert nur ein „IMAX Magic Carpet“-Kino. Es befindet sich im Futuroscope in Poitiers. Außerdem gibt es ein „Nicht-IMAX-Kino“, das jedoch eine sehr ähnliche Technik benutzt, im Jungfraupark in Interlaken (Schweiz).

### Digitale Projektion

#### Xenon
Das erste digitale Verfahren basierte weiterhin auf einer Xenon-Lampe und einer Doppelprojektion mit einer Auflösung von 2K. Der Ton kommt aus einem 6.1-Soundsystem.
Der letzte Xenon-Projektor wurde im Februar 2022 produziert. Seitdem setzt IMAX ausschließlich auf Laserprojektion.

#### IMAX with Laser
Das aktuell neueste IMAX-Projektionsverfahren basiert auf der digitalen Doppel-DLP-Technik mit einer Auflösung von nun 4K. Besonderheit ist die Verwendung von Laserlichtquellen für die Projektion mit welchem besonders hoher Kontrast, also tiefes Schwarz und helles Weiß, sowie ein großer Farbumfang erreicht wird. Ein wichtiger Bestandteil des Systems ist die sogenannte IMAX Free Space Light Engine, welche das obligatorische herkömmliche Prisma ersetzt. Die Verwendung von Invar als Material für das Gehäuse machen den Apparat unempfindlich gegen die hohen thermischen Belastungen durch das Laserlicht. Die Leinwand hat üblicherweise das Format 1,43:1 und ist (längs der Breite) tonnenförmig gewölbt, kann jedoch auch das breitere Format 1,90:1 haben, um in bestehenden Multiplexkinos integriert werden zu können.
Der Sound wurde von 6 auf 12 Kanäle plus Sub-Bass erweitert. Vier neue Lautsprecher sind nun in der Decke über den Zuschauern eingebaut und zwei weitere zusätzlich zu den bereits vorhandenen an den Seitenwänden. Die Lautsprecher hinter der Leinwand werden in einem kurzen Demonstrationsfilm zu Beginn jeder Vorführung vorgestellt, indem sie einzeln angeleuchtet und so durch die Leinwand hindurch für das Publikum kurz sichtbar werden.
Als erste Säle in Deutschland wurden das IMAX-Kino am Potsdamer Platz in Berlin und der IMAX-Filmpalast in Karlsruhe mit der neuen Technik ausgerüstet, welche seit Anfang November 2015 in Betrieb sind.

## Entwicklungen

### SANDDE
Zur SIGGRAPH 1997 in Los Angeles, Kalifornien präsentierte die IMAX Corporation erstmals ihr proprietäres 3D-Animations- und Zeichenwerkzeug SANDDE (Sterephonic Animation Drawing Device). SANDDE stellt ein System aus Hardware- und Software-Komponenten dar, das es ermöglicht, 3D-Animationsfilme für IMAX-3D-Kinos zu erstellen. Als Erfinder gilt Roman Kroitor, während die Entwicklungsarbeit hauptsächlich seinem Bruder Paul Kroitor und Greg Labute zugesprochen wird.
SANDDE zeichnet sich besonders dadurch aus, dass es sogar Künstlern, die bislang nur in 2D gezeichnet haben, nach kurzer Eingewöhnungszeit ermöglicht, Bilder von Hand im dreidimensionalen Raum zu zeichnen. Der Zeichner steht dazu frei in einem speziell ausgestatteten Raum. Als Zeichenwerkzeug dient ein Stabwerkzeug, das ein magnetisches Feld aufbaut und so die eigene Position im Raum direkt an das per Kabel angeschlossene Rechnersystem überträgt. Um die Formen und Bewegungen des magnetischen Trackers in Echtzeit umsetzen zu können, wurde eigens eine vektorbasierte Animations-Software für IMAX-3D-Filme entwickelt.
Das System läuft auf Windows NT und wurde anfänglich mit Pentium-III-Prozessoren betrieben.
Um dem Zeichner zu ermöglichen, seine Arbeit möglichst ähnlich dem späteren Ergebnis zu betrachten, kommt eine ähnliche Technik zum Einsatz, die auch in den IMAX-3D-Kinos benutzt wird. Hierzu ist eine maximal 4,88 m × 3,66 m große Leinwand vor dem Künstler angebracht. Durch die angeschlossenen Computersysteme wird – ausgehend vom gezeichneten Bild – in Echtzeit ein Bild für das linke Auge und eins für das rechte Auge gerendert und anschließend durch zwei Projektoren hinter dem Zeichner projiziert. Um das auf der Leinwand entstehende, stereoskopische Bild erkennen zu können, nutzt der Animator eine 3D-Brille. Je nach angewendetem Verfahren ist dies eine Polarisations- oder eine Shutterbrille. So ist es ihm möglich, seine Zeichnungen optimal auf die perspektivischen Gegebenheiten im IMAX-3D-Kino abzustimmen. Anders als in der 2D-Animationstechnik ist es nur nötig, die Farben für die Flächen eines Bildes festzulegen, um den Film zu kolorieren. Durch einen automatischen Prozess wird die Farbe der Flächen auf die restlichen Frames übertragen.
Im IMAX-3D-Film „Legends of Flight“, der im Juni 2010 in amerikanischen IMAX-Kinos angelaufen ist, ist eine Sequenz zu sehen, in der ein Pilot eine 3D-Skizze eines Flugzeugs mittels SANDDE-Technik erstellt.

### GEPPETTO
Benannt nach dem Schreiner, der die Marionette Pinocchio erschaffen hat, stellt GEPPETTO eine komplementäre Animationstechnik zu SANDDE dar. Es wurde auf der SIGGRAPH 1998 in Orlando, Florida erstmals der Öffentlichkeit vorgestellt und dient der Animation in 3D erstellter Charaktere. Während mit SANDDE die Keyframes gezeichnet wurden, ist es mit GEPPETTO möglich, die Bewegungen zwischen diesen automatisch zu berechnen. So kann der Zeichner Änderungen in der Bewegung seiner Charaktere durch die Veränderung von Keyframes in Echtzeit umsetzen. GEPPETTO befindet sich wie SANDDE derzeit im Entwicklungsstadium.

## Filme
Gezeigt werden Filme, die entweder ohne IMAX-Kameras gedreht und per DMR ins IMAX-Format übertragen wurden, oder aber vollständig oder teilweise im Format „IMAX 15/70“ mit speziellen Kameras aufgenommen wurden (15 Perforationslöcher pro 70-mm-Bild).

### Filmliste (Auswahl)
- 3D für Fortgeschrittene (Misadventures in 3D)
- Abenteuer Regenwald 3D (Bugs!)
- Adrenalin-Rausch (Adrenaline Rush – The Science of Risk)
- Afrika – Die Serengeti
- Ägypten
- Akrobaten der Lüfte
- Alaska (Alaska - Spirit of the Wild), 1997
- African Adventure 3D – Safari im Okavango
- Aliens der Meere 3D (Aliens of the Deep Sea), gedreht von James Cameron
- Alice im Wunderland 3D (auf 35-mm-Film gedreht, nachträglich in 3D konvertiert und per DMR-Verfahren ins IMAX-Filmformat konvertiert)
- Amazonas (Amazon)
- Antarktis (Antarctica: An Adventure of a different Nature), 1991
- Aquaman IMAX 3D-Kino, 2018
- Avatar – Aufbruch nach Pandora 3D (lediglich mit stereoskopischen 3D-HD-Kameras gedreht, jedoch als IMAX-Film gezeigt)
- Avengers: Infinity War (2018)
- Bären (Bears)
- Biber
- Blue Planet – Ein Porträt der Erde
- Born to be Wild 3D
- Cirque du Soleil – Journey of Man 3D
- Cyberworld 3D
- Das Geisterschloss 3D (Haunted Castle) (2001, 38 min)
- Delfine (Dolphins)
- Delfine und Wale 3D (lediglich mit HD-Kameras gedreht, jedoch als IMAX-Film gezeigt)
- Deep Sea 3D
- Der blaue Nil (Mystery of the Nile)
- Der rote Planet – Expedition Mars (Roving Mars)
- Der schwarze Hengst (Young Black Stallion) (Kurzspielfilm von Disney)
- Destiny in Space
- Die Alpen (The Alps)
- Dinosaurier – Giganten der Urzeit 3D (2007, 40 min)
- Drachenzähmen leicht gemacht 3D (How to train your Dragon) (2010, 98 min, per DMR-Verfahren aufgeblasener, computeranimierter 3D-Spielfilm)
- Dune (2021)
- Dune Part Two (2024)[16]
- Dunkirk[17]
- Echoes of the Sun (1990, 20 min) (bisher einziger IMAX-Film im Solido-Verfahren, s. o.)
- Extreme – Mut zum Risiko
- Everest – Gipfel ohne Gnade
- F1 Film (2025)
- Faszination Planet Erde (Sacred Planet)
- Ferne Paradiese (Greatest Places)
- Fires of Kuwait (1992, 36 min)
- Free Solo
- Galapagos 3D (1999)
- Die Geister der Titanic (Ghosts of the Abyss) (von James Cameron; lediglich mit HD-Kameras gedreht, jedoch als IMAX-Film gezeigt)
- Grand Canyon – Verborgene Geheimnisse (Grand Canyon – The Hidden Secrets)(1986)
- Grand Canyon Adventure 3D: River at Risk (2008)
- Griechenland – Geheimnisse der Vergangenheit (Greece Secrets of the Past) (2006)
- Guardians of the Galaxy Vol. 3 (2023)
- Hail Columbia!
- Haie 3D (Sharks) (42 min)
- Harry Potter und die Heiligtümer des Todes – Teil 1 (2010, auf 35-mm-Film gedreht und in IMAX-DMR-Fassung gezeigt)[18]
- Hidden Dimension (1997, 39 min)
- Imagine 3D (1993, 22 min)
- James Bond 007: Keine Zeit zu sterben (2021)[19]
- Der Nussknackerprinz 3D (IMAX Nutcracker, 1997, 40 min)
- Indien – Königreich der Tiger
- Interstellar (2014, 169 min)
- Into the Deep (1995, 35 min)
- Kilimanjaro (Kilimanjaro – To the Roof of Africa)
- L5 – First City In Space 3D (1996, 35 min) (keine Dokumentation, sondern ein Science-Fiction-Film)
- Die Legende von Beowulf (per DMR-Verfahren aufgeblasener, computeranimierter 3D-Spielfilm)
- Der König der Löwen (Lion King, mit verbesserter Bildqualität und in 4:3 gezeigt)
- Lipizzaner – Welt der weißen Pferde
- Madagascar 3: Flucht durch Europa
- Men in Black 3
- Mission Mond 3D (Magnificent Desolation – Walking on the Moon 3D)
- Mission to MIR
- NASCAR 3D (40 min)
- New York 3D – Eine Zeitreise (New York 3D – Across the Sea of Time, 1995, 52 min)
- Ne Zha 2 - einer der erfolgreichsten IMAX-Filme nach Einspielergebnis.[20]
- Ocean Wonderland 3D (44 min, lediglich mit HD-Kameras gedreht, jedoch als IMAX-Film gezeigt)
- Odyssee 3D – Aufbruch in die 3. Dimension (3D Mania – Encounter in the Third Dimension, 40 min)
- Over Canada – An Aerial Adventure
- Oppenheimer (2023), 65 mm, teilweise Schwarzweiß-Analogfilm[21]
- Race for Atlantis (5 min, ein IMAX-Ridefilm)
- Rolling Stones – Live at the MAX (1992, 90 min, muss daher mit einer Pause gezeigt werden)
- Resident Evil: Afterlife (2010, lediglich mit stereoskopischen HD-Kameras gedreht, jedoch in einer IMAX-DMR-Version gezeigt)
- Resident Evil: Retribution (2012)
- Santa vs. the Snowman 3D
- Sea Monsters 3D
- Ski to the Max (2000, gedreht von dem ehemaligen Skirennfahrer Willy Bogner)
- Siegfried & Roy – The Magic Box (3D, 45 min)
- Space Station 3D (2001)
- Speed Racer (2008, lediglich mit HD-Kameras gedreht, jedoch in einer IMAX-DMR-Version gezeigt)
- SOS Planet (2002)
- Sully (2016)
- Superman Returns (2006, 148 min, lediglich mit HD-Kameras gedreht, jedoch in einer IMAX-DMR-Version mit vier nachträglich in 3D konvertierten Szenen gezeigt)
- Survival Island (2000)
- Stomp – A Pulse Odyssey
- Tenet (2020)
- The Dark Knight (2008, 152 min, erster Spielfilm, der teilweise mit IMAX-Kameras aufgenommen wurde; die in 35 mm aufgenommenen Teile wurden per DMR bearbeitet)
- The Dark Knight Rises (2012, etwa 70 von 164 Filmminuten)
- The Last Buffalo (1990, 27 min, einer der ersten IMAX-3D-Filme)
- The Living Sea
- Tiger Child (1970, der erste IMAX-Film überhaupt)
- Top Gun: Maverick (2022)
- Top Speed
- Transformers – Die Rache (2009, zweiter Spielfilm, der teilweise mit IMAX-Kameras aufgenommen wurde; die in 35 mm aufgenommenen Teile wurden per DMR bearbeitet)
- Der Traum vom Fliegen
- T-Rex 3D (Back to the Cretaceous, 1998, 40 min)
- Top Gun
- TRON LEGACY (2011, lediglich mit stereoskopischen HD-Kameras gedreht, jedoch in einer IMAX-DMR-Version gezeigt)
- U2 3D (2008, Livekonzert der Band U2; lediglich mit stereoskopischen HD-Kameras gedreht, jedoch in einer IMAX-DMR-Version gezeigt)
- Urgewalten der Natur (Forces of Nature)
- Verschollen in den Anden 3D (Wings of Courage 3D, 1996, erster IMAX-3D-Spielfilm, Regisseur: Jean-Jacques Annaud)
- Wale
- Watchmen – Die Wächter (auf 35-mm-Film gedreht und in einer IMAX-DMR-Version gezeigt)
- Water and Man – Mensch und Wasser
- Welt des Körpers (Body Worlds)
- Wirbelstürme (Stormchasers)
- Wild Australia (2002)
- Wild Safari 3D (auf 35-mm-Film gedreht und als Blow-up in IMAX-Kinos gezeigt)
- Wunderwelt Korallenriff (Coral Reef Adventure)
- Yellowstone
- 300 (2007, 116 min, digital gedreht und in einer IMAX-DMR-Version gezeigt)

Shrek 3D (15 min), als Beigabe auf der Neuausgabe des ersten Shrek-Kinofilms auf DVD, wurde in einigen Ländern auch in IMAX-Kinos in 3D gezeigt.
Disneys Der König der Löwen (1994) wurde 2004 mit zusätzlichen Szenen sowie verbesserter Bild- und Tonqualität in IMAX-Kinos gezeigt. Ebenso gab es eine erweiterte Version von Die Schöne und das Biest. Dies geschah jedoch vor der Einführung von IMAX DMR, welches unter diesem Namen erstmals für die IMAX-Version von Apollo 13 verwendet wurde.
Der Animationsfilm Der Polarexpress (2004, 90 min) wurde mittels DMR im IMAX-3D-Format vorgeführt.
Folgende Filme wurden mit der IMAX-SANDDE-Technik erstellt:
- Paint Misbehavin’  (1997), Regie: Peter Stephenson und Roman Kroitor, IMAX 3D, 2:07 min
- CyberWorld 3D (2000), Regie: Colin Davies und Elaine Despins, IMAX 3D, 55 min
- Falling in Love Again (2003), Regie: Munro Ferguson, National Film Board of Canada, 2:57 min
- Moon Man (2004), Regie: Paul Morstad, National Film Board of Canada, 2:30 min
- June (2004), Regie: Munro Ferguson, National Film Board of Canada, 6:45 min

## Kinos
Das zurzeit größte IMAX-Kino findet man im Traumpalast in Leonberg (Landkreis Böblingen) bei Stuttgart. Dort wird mit dem IMAX-Laser-Projektionsverfahren eine 836 m² (mögliche Fläche: ca. 1000 m²) große Leinwand bestrahlt. Bis 2021 hielt das IMAX in Melbourne, Australien den Titel als größtes IMAX Theatre.

### Deutschland

#### Ehemalige Installationen
Das ehemals erfolgreichste IMAX-Kino der Welt, das Discovery Channel IMAX Berlin, welches 1997 als erstes IMAX-Theater in Berlin eröffnet wurde, befand sich bis zur Schließung am 30. Juli 2006 in der Nähe des Potsdamer Platzes; es wurde anschließend zum Showtheater „Bluemax-Theater“ umgebaut, in dem später die Blue Man Group gastierte. Das neuere Cinestar IMAX 3D befand sich bis zum 27. März 2011 im Sony Center (ebenfalls am Potsdamer Platz); in diesem wurden auf einer 588 m² (28 × 21 m) großen Leinwand ausschließlich IMAX-3D-Filme sowie aktuelle DMR-Versionen normaler Spielfilme gezeigt. Am 18. Mai 2011 wurde es nach Umbau auf eine verkleinerte 300-m²-Silberleinwand mit Barco-4K-3D-Projektion als CineStar Event Cinema wiedereröffnet. Nach einer Umbaupause wurde das CineStar EVENT Cinema am 19. Juni 2013 als CineStar IMAX wiedereröffnet. Die Projektion erfolgte bis Oktober 2015 mit zwei digitalen DLP-Projektoren in 2K-Auflösung. Mit der Premiere von James Bond 007 – Spectre wurde das erste 4K-Laser-Projektionssystem auf dem europäischen Festland eingeweiht. Das IMAX with Laser im CineStar IMAX am Potsdamer Platz wurde nach dem 31. Dezember 2019 geschlossen.

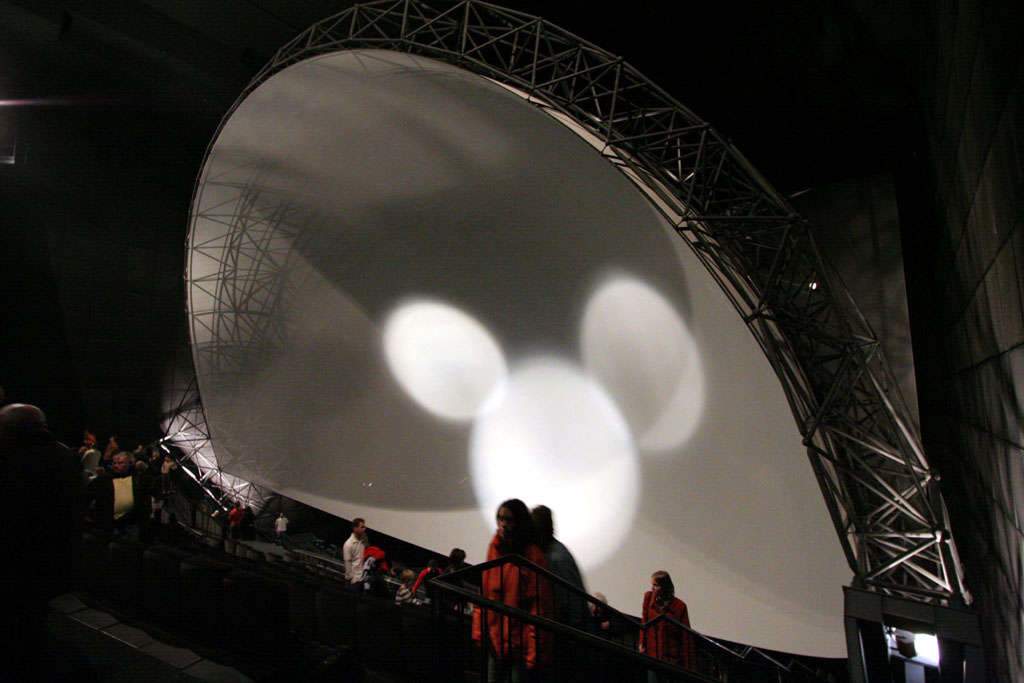
Ehemaliges IMAX im Cinecittà Nürnberg, die Dome-Leinwand ist in Vorführposition geschwenkt

Das IMAX im Cinecittà Nürnberg hatte, ebenso wie das bereits erwähnte Discovery Channel IMAX Berlin, zwei IMAX-Systeme in einem Kinosaal untergebracht, zum einen IMAX Dome mit einer nach hinten (Parkposition) und nach vorne (Vorführposition) schwenkbaren Leinwand und zum anderen IMAX 3D. Dieses Theater bietet den Zuschauern im Dome ein circa 1000 m² großes Bild und besitzt damit die größte Kinoleinwand Deutschlands. Die flache Leinwand, auf der 3D-Filme gezeigt werden, ist zwar mit 609 m² (29 × 21 m) kleiner als die Kuppelleinwand, sprengt aber immer noch jegliche Dimension herkömmlicher Kinoleinwände. Das Nürnberger IMAX-Kino war das größte Europas und befindet sich komplett unter der Erde. Aus wirtschaftlichen Gründen wurde 2010 der Vertrag mit IMAX gekündigt. Seitdem werden in dem Saal unter dem Namen Cinemagnum normale 3D-Filme gezeigt.
Im ehemaligen Space Center (jetzt Waterfront) Bremen befand sich bis zur Schließung am 26. September 2004 ebenfalls ein IMAX-Kino, das während der Parköffnungszeiten eine auf 25 Minuten gekürzte Fassung von Space Station 3D zeigte, nach Parkschluss aber als reguläres IMAX-Kino diente.
Durch eine Kooperation mit der CinemaxX-Gruppe wurde im November 2010 das erste digitale IMAX-3D-Kino Deutschlands im größten Saal des Bremer CinemaxX eröffnet. Die Projektion erfolgte hier mit zwei 2K-DLP-Projektoren auf eine Leinwand, die nur unwesentlich größer als eine normale Multiplex-Kinoleinwand ist. Die Kooperation wurde am 28. Januar 2013 beendet.
Das IMAX-Kino im Forum der Technik München (in der Nähe des Deutschen Museums), welches ebenfalls 3D-Filme im Angebot hatte, musste Anfang 2005 wegen Insolvenz des Betreibers geschlossen werden. Nach Wiedereröffnung als „Forum am Deutschen Museum“ wurde der IMAX-Saal für konventionelle Filmvorführungen, teilweise mit digitaler Projektion, genutzt. Ab dem 30. August 2007 wurden in diesem Kino wieder 3D-Filme, abwechselnd mit „normalen“ Spielfilmen, in digitaler 2K-Projektion vorgeführt. Im Zuge der Generalsanierung des Deutschen Museums wurde der Kino-Komplex im Jahr 2009 durch das Museum zurückgekauft und wird in einen neuen Eingangsbereich für das Museum umgewandelt. Zusammen mit den anderen noch vorhandenen Kinos wurde auch das IMAX-Kino damit Ende Juni geschlossen. Ein Ersatz ist nicht geplant.
In Düsseldorf befand sich bis 2001 im UFA-Palast am Hauptbahnhof ein IMAX-Kino. Auch die IMAX-Kinos in Dettelbach/Franken, Bochum (eröffnet im Dezember 1997, seit März 2003 geschlossen, seit 2011 in eine Spielhalle umgebaut) und Frankfurt am Main (war seit Mitte 2007 als 3D-Kino mit digitaler Projektion in 2K in Betrieb unter dem Namen Cinemagnum, welches im April 2012 geschlossen wurde) mussten wegen Insolvenz schließen. Als Grund für die häufigen Schließungen wird, neben den hohen Investitionen, die geringe Publikumsresonanz aufgrund einer geringen, nicht abendfüllenden, und zu wenig durch aktuelle Filme ergänzten Filmauswahl genannt.
In Hamburg befand sich neben dem IMAX-Saal in der UCI Kinowelt Wandsbek (seit 2018) auch ein IMAX-Saal mit Xenon-Projektoren in der UCI Kinowelt Othmarschen Park. Dieses Kino wurde im Juli 2024 zunächst aufgrund eines Wasserschadens vorübergehend geschlossen. Ende November 2024 fiel die Entscheidung, den Standort dauerhaft zu schließen.

#### Aktuelle Installationen
Das älteste aktive IMAX-Kino ist in Sinsheim zu finden. Es eröffnete 1996, besitzt eine Leinwand im originalen 1,43:1-Format und stieg im Jahr 2015 auf eine digitale Projektion um. Auch das Kino in Karlsruhe stieg 2015 auf digitalen Film um, womit es in Deutschland keine klassische IMAX-Installation mit analogem Film mehr gibt. Einzig das Technik-Museum in Speyer zeigt IMAX-Filme auf analogem Film, allerdings handelt es sich hierbei um einen IMAX Dome und keine klassische Kinoleinwand.
Die Odeon Kinogruppe schloss mit IMAX im Jahr 2017 einen Vertrag über 25 IMAX Säle in Europa. Die UCI Kinowelt, als Teil der Odeon-Kinogruppe, bekam hiervon erst fünf Installationen zugesprochen. Im Juni 2022 wurde eine weitere Installation aus diesem Vertrag für den deutschen Markt bis 2025 angekündigt.
2018 wurde Kino 3 der UCI Kinowelt im Bochumer Ruhr-Park innerhalb von acht Wochen in einen IMAX-Saal umgebaut. Die Leinwand ist mit 170 m² deutlich kleiner als übliche IMAX-Leinwände. Auch in Hamburg wurde ein Saal des UCI-Kino Othmarschen Park und im UCI Wandsbek mit einer IMAX-Leinwand versehen. In Berlin sind in einem neuen UCI Luxe Kino am Mercedes-Platz ebenfalls Filme im IMAX-Format zu sehen. 2019 folgte das UCI in Düsseldorf.
Seit Dezember 2019 verfügt der Filmpalast Kassel über einen IMAX-Kinosaal.
2019 schloss die Kinokette Lochmann Filmtheaterbetriebe einen Vertrag mit IMAX, die größte IMAX-Leinwand der Welt in einem Anbau des Traumpalastes in Leonberg bei Stuttgart zu errichten. Die sichtbare Größe der Leinwand beträgt etwa 38 m × 21 Meter, durch die konkave Form entspricht die tatsächliche Größe 44 m × 23 m. Der Bau wurde Ende 2019 begonnen, die Eröffnung fand am 30. September 2021 statt. Am 14. Dezember 2022 wurde die Leinwand mit dem Guinness-World-Records-Titel der größten IMAX-Leinwand der Welt ausgezeichnet.
Am 13. November 2024 wurde im Cinestar Dortmund und am 18. Dezember 2024 im Metropolis in Frankfurt jeweils ein neuer IMAX-Kinosaal eröffnet.
Am 18. August 2025 wurde bekannt gegeben, dass im Dietrich Theater in Neu-Ulm voraussichtlich Ende 2025 ein neuer IMAX-Kinosaal mit einer 240 m² großen Leinwand eröffnet wird.
| Stadt             | Name des Kinos                 | Eröffnung | Plätze | Projektion | Auflösung | Maße der Leinwand                                                        | Format | Projektionsfläche                                   | Ton-Kanäle | 3D   | Quelle               |
| ----------------- | ------------------------------ | --------- | ------ | ---------- | --------- | ------------------------------------------------------------------------ | ------ | --------------------------------------------------- | ---------- | ---- | -------------------- |
| Berlin            | UCI Kinowelt am Mercedes-Platz | 2018      | 372    | Laser      | 4K        | 22,3 m × 13,5 m                                                          | 1,7:1  | 300 m²                                              | 12.0       | Ja   | [ 38 ] [ 39 ]        |
| Bochum            | UCI Kinowelt Ruhr-Park         | 2018      | 295    | Xenon      | 2K        | 18,0 m × 9,5 m                                                           | 1,9:1  | 170 m²                                              | 5.1        | Ja   | [ 40 ]               |
| Dortmund          | Cinestar Dortmund              | 2024      | 226    | Laser      | 4K        | 20,04 m × 10,15 m                                                        | 1,9:1  | 203 m²                                              | 12.0       | Ja   | [ 41 ]               |
| Düsseldorf        | UCI Kinowelt                   | 2019      | 314    | Laser      | 4K        | 20,0 m × 10,5 m                                                          | 1,9:1  | 210 m²                                              | 12.0       | Ja   | [ 42 ] [ 43 ]        |
| Frankfurt am Main | Cinestar Metropolis            | 2024      | 374    | Laser      | 4K        | 21,34 m × 11,30 m                                                        | 1,9:1  | 241 m²                                              | 12.0       | Ja   | [ 44 ]               |
| Hamburg           | UCI Kinowelt Wandsbek          | 2018      | 249    | Xenon      | 2K        | 20,9 m × 11,0 m                                                          | 1,9:1  | 230 m²                                              | 5.1        | Ja   |                      |
| Karlsruhe         | Filmpalast am ZKM              | 2013      | 320    | Laser      | 4K        | 22,3 m × 15,8 m                                                          | 1,43:1 | 352 m²                                              | 12.0       | Ja   | [ 45 ] [ 46 ]        |
| Kassel            | Filmpalast                     | 2019      | 353    | Laser      | 4K        | 18,6 m × 9,8 m                                                           | 1,9:1  | 185 m²                                              | 12.0       | Ja   | [ 47 ]               |
| Leonberg          | Traumpalast                    | 2021      | 600    | Laser      | 4K        | 38,77 m × 20,97 m (Guinness World Records) 38,1 m × 21,03 m (Strong MDI) | 1,9:1  | 813 m² (Guinness World Records) 801 m² (Strong MDI) | 12.0       | Ja   | [ 22 ] [ 34 ] [ 35 ] |
| Sinsheim          | Technik-Museum                 | 1996      | 360    | Laser      | 4K        | 27,0 m × 22,0 m                                                          | 1,43:1 | 510 m²                                              | 12.0       | Ja   | [ 48 ] [ 49 ]        |
| Speyer            | Technik-Museum                 | 1997      | 330    | Analog     |           | 24,0 m Durchmesser                                                       | Dome   | ca. 800 m²                                          | 6.0        | Nein | [ 50 ]               |

1. ↑  Durch die stark konkave Form von IMAX-Leinwänden können die hier angegebenen Maße sowohl der sichtbaren Fläche als auch der tatsächlichen Fläche der Leinwand entsprechen.
2. ↑  Die Tonspur bei IMAX beinhaltet keinen dedizierten LFE-Kanal und das System besteht, ggü. klassischen Installationen, aus Lautsprechern mit großem Frequenzbereich. Plugin: O1A Decoder - IMAX 5.0, 6.0 and 12.0

### Frankreich
Im „Disney Village“ im Disneyland Resort Paris befindet sich ein Gaumont-IMAX-Kino; außerdem gibt es im Nordosten von Paris seit 1985 das IMAX-Dome-Kino La Géode im Parc de la Villette.
Eine Besonderheit ist in Frankreich das Futuroscope, ein Freizeitpark, welcher sich mit der Zukunft beschäftigt. Es befindet sich in Chasseneuil-du-Poitou in der Nähe von Poitiers. In den vielen verschiedenen Kinos werden alte und neue Filme gezeigt. Unter diesen Kinos sind auch mehrere IMAX-Kinos, die die verschiedenen oben bezeichneten IMAX-Techniken verwenden. Obwohl die Filme in französischer Sprache gezeigt werden, ist über Kopfhörer auch der Filmton in Deutsch und Englisch zu empfangen.

### Großbritannien

#### Ehemalige Installationen
Ein IMAX-Kino wurde 2005 in Bournemouth nach nur drei Jahren Betriebszeit geschlossen, ein weiteres in Bristol 2007.

#### Aktuelle Installationen
Im Vereinigten Königreich gibt es IMAX-Kinos in Belfast, Birmingham, Bradford, Cambridge, Edinburgh, Glasgow und Manchester sowie zwei in London (unweit des Bahnhofs Waterloo und im Science Museum).

##### Analoges IMAX
Besonders erwähnenswert sind das IMAX im BFI London, das IMAX Ronson Theatre im Science Museum in London und das Vue in Manchester. Alle Säle haben zusätzlich zur Laser-Projektion die technische Möglichkeit, Filme auf analogem IMAX-Film zu zeigen, was in Europa sonst nur noch in Prag möglich ist.
Filme in diesem Format sind allerdings selten im regulären Programm zu finden, sondern zumeist Teil spezieller Events.

### Israel
Israel besitzt 3D-IMAX-Kinos in Eilat, Jerusalem und Be’er Scheva.

### Kenia
In der kenianischen Hauptstadt Nairobi gibt es ebenfalls ein IMAX-Kino.

### Kroatien
In Kroatien wurde Cinestar-IMAX am 14. April 2011 in Zagreb eröffnet.

### Niederlande
In Den Haag befand sich bis 2020 ein IMAX-Kino in den Niederlanden mit dem Namen Omniversum. Dieses verwendet inzwischen keine IMAX-70-mm-Filme mehr, sondern hat 2021 auf das digitale Digistar-System umgestellt. Da dieses nicht von IMAX ist, können keine IMAX-Produktionen mehr gezeigt werden. Den Namen Omniversum hat das Kino jedoch beibehalten. Zudem werden IMAX-3D-Filme in sechs Kinos der Pathé-Kinokette gezeigt. Auch in Amsterdam befindet sich in der Pathé Arena ein IMAX.

### Polen
In Polen gibt es IMAX-Kinos in Katowice, Krakau, Łódź, Posen, Breslau und Warschau.

### Schweden
Schweden hat zwei echte IMAX-Kinos. Das erste befindet sich im Naturhistoriska riksmuseet in Stockholm und trägt den Namen Cosmonova. Das zweite befindet sich in der Mall of Scandinavia in Solna und ist auch zugleich das erste kommerzielle IMAX-Kino Schwedens. Das Akva Mega in Pite Havsbad nahe der Stadt Piteå sowie das Kreanova im Zentrum Kreativum in Karlshamn verwenden ein etwas kleineres Filmformat.

### Schweiz
In Luzern wurde 1996 ein IMAX-Kino, mit der landesweit größten IMAX-Kinoleinwand, im Verkehrshaus der Schweiz (Museum) eröffnet. Ab Februar 2010 änderte man allerdings den Namen von IMAX-Filmtheater in Verkehrshaus-Filmtheater und es galt nicht mehr als offiziell lizenziertes IMAX-Kino, weil die im Verkehrshaus-Filmtheater hauptsächlich gezeigten 3D-Filme nicht im 70-mm-IMAX-Filmformat, sondern in digitaler Form gezeigt wurden. 2D-IMAX-Filme wurden weiterhin vom 70-mm-Film projiziert. Im Rahmen einer Totalerneuerung des Filmtheaters wurde der IMAX-Projektor im Jahr 2019 endgültig stillgelegt und ist seither als Museumsobjekt im Foyer ausgestellt. IMAX-Kinos gibt es noch in Ebikon bei der Mall of Switzerland, Genf und Spreitenbach (Ebikon und Spreitenbach mit IMAX Laser), die von Pathé betrieben werden. In Muri bei Bern gibt es ein IMAX-Kino des Betreibers blue Cinema. Im Oktober 2022 eröffnete blue Cinema ein IMAX-Kino in Chur. Im Mai 2025 eröffnete das blue Cinema Abaton in Zürich einen neuen IMAX-Kinosaal mit IMAX Laser-Technologie.

### Spanien
In Valencia gibt es seit 1998 das L’Hemisfèric, welches ein IMAX-Kino und ein Planetarium in einem Saal verbindet. Es wurde von dem Architekten Santiago Calatrava entworfen und bildet einen Teil der Ciudad de las Artes y de las Ciencias. Auch in Barcelona gibt es ein IMAX-Kino auf der Moll d’Espanya.

### Taiwan
In Taiwan gibt es elf IMAX-Kinos. (Stand 2021)

### Tschechische Republik
Die Tschechische Republik besitzt ein IMAX-Kino in Prag im Palac Flora, welches als einziges auf dem europäischen Festland zusätzlich zum digitalen Format in der Lage ist, Filme auf analogem IMAX-Film zu zeigen.

### Türkei
In der Türkei gibt es momentan vier LG IMAX-Kinos; drei davon in Istanbul.

### Österreich

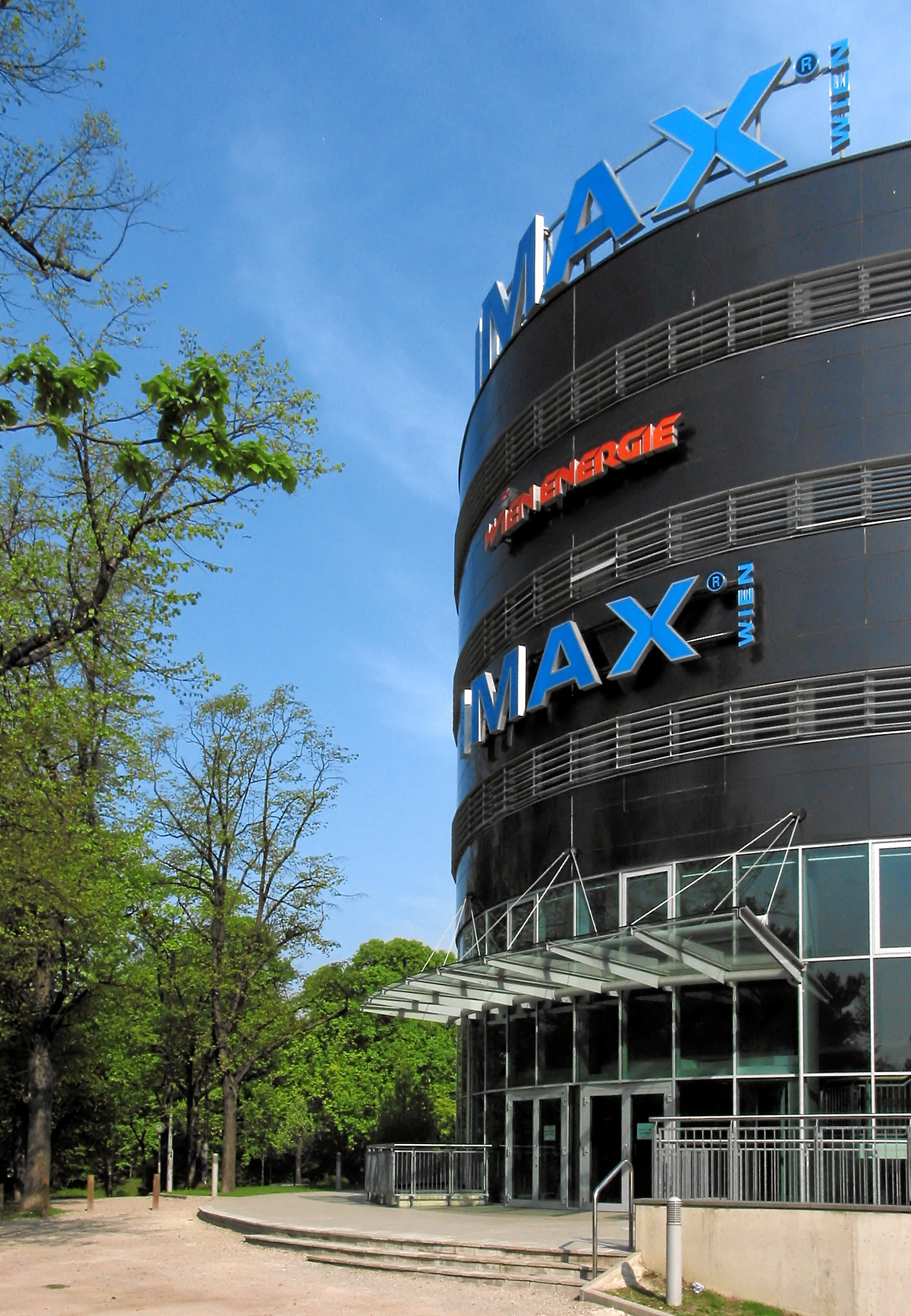
Das ehemalige IMAX Wien

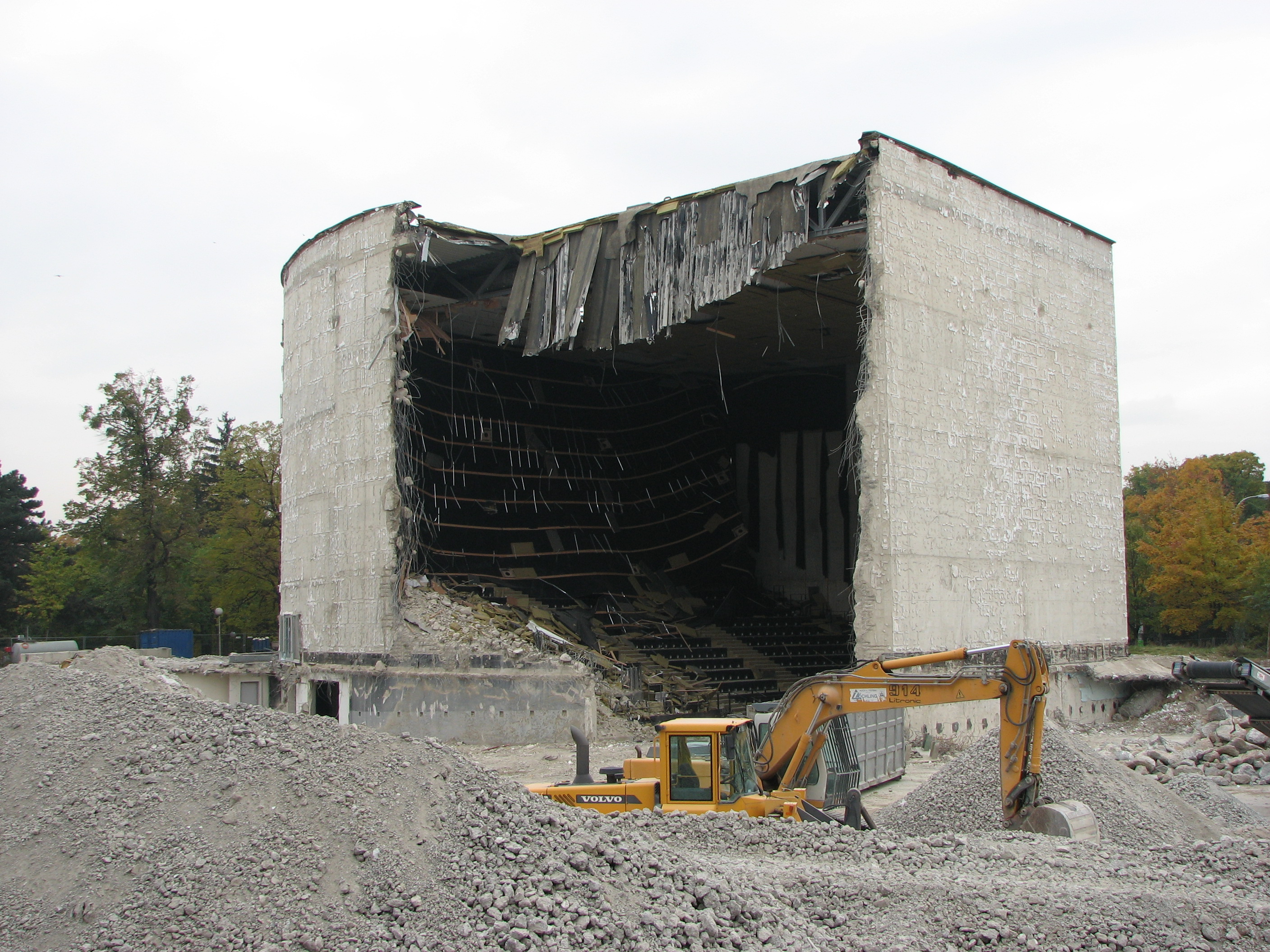
Abriss des ehemaligen IMAX Wien

Das erste IMAX-Kino Österreichs wurde zunächst in Pasching (wo 2016 auch wieder eines eröffnet wurde) neben dem Einkaufszentrum PlusCity eröffnet. Die Fläche der Leinwand betrug etwa 400 m². Dieser Standort war von Anfang an nur als Provisorium gedacht, das Kino sollte später nach Linz übersiedeln. Da sich Betreiber und Stadt Linz nicht über den Standort (unter anderem war die Donaulände im Gespräch) und die architektonische Gestaltung einigen konnten, wurde das Kino schließlich nach Wien neben das Technische Museum verlegt. Es war einige Jahre in einem provisorischen Gebäude an der Ostseite des Museums untergebracht, später wurde es an der Westseite neu gebaut und im Jahre 2002 wiedereröffnet (Leinwandfläche: 600 m²).
Am 16. November 2005 musste das einzige IMAX-Kino Österreichs wegen Insolvenz des Betreibers LFC geschlossen werden. Verhandlungen über eine Weiterführung des Kinobetriebs durch die IMAX Corp. selbst sind gescheitert, obwohl die Bundesimmobiliengesellschaft (BIG) als Inhaber des IMAX-Gebäudes auch angeboten hatte, vorerst auf die Miete zu verzichten und diese erst später über eine Gewinnbeteiligung wieder einzubringen. Die IMAX Corp. wollte jedoch keinerlei Betreiberrisiken übernehmen, weshalb die BIG die Verhandlungen abbrechen musste.
Die Gründe für die Insolvenz sind vielfältig, vor allem sind sie aber auf Besuchermangel zurückzuführen. Anfangs ein Besuchermagnet und auf Monate hinaus ausgebucht, waren die Besucherzahlen in den vergangenen Jahren immer mehr rückläufig. Oft kritisiert wurde die Standortwahl neben dem Technischen Museum. Als mögliche Ursache für den Misserfolg gilt etwa eine mangelhafte Erreichbarkeit mit öffentlichen Verkehrsmitteln; auch befinden sich in der näheren Umgebung weder erwähnenswerte Gastronomie noch andere Freizeiteinrichtungen. Weiters wurde auch auf Marketing (bis auf Plakatierung) nahezu zur Gänze verzichtet, und die Filmauswahl war vergleichsweise bescheiden und nicht besonders abwechslungsreich. Mit ein Grund war wohl auch die mangelnde Kooperationsbereitschaft des Technischen Museums.
Im September 2007 beschloss die Bundesimmobiliengesellschaft (BIG), das gesamte Gebäude samt Parkgrundstück und Tiefgarage zu verkaufen, welches im November 2007 für eine Summe von 4,65 Millionen Euro an die finanz4you Projekt Invest Ges.m.b.H. ging. Die Stadt Wien genehmigte im Mai 2009 auf dem Grund des Kinos ein Hotelprojekt, das bis 2011 fertiggestellt sein sollte. Im Oktober 2009 begann der Abriss des Kinos.
Seit der Schließung des IMAX war das einzige Großleinwandkino in Österreich das Maxoom in Hartberg, das ein 70 mm/8-perf-Verfahren benutzt. Im Jahr 2008 ging Cineplexx eine Kooperation mit IMAX ein, die ursprünglich die Ausstattung von drei Kinosälen in Österreich mit digitaler IMAX-Projektionstechnik vorsah. Umgerüstet werden sollten Säle in den Cineplexx-Kinos in Wien bei der Reichsbrücke und in Graz (Eröffnung im März 2009), sowie ein weiterer Saal in Westösterreich (ab Herbst 2009). Die Pläne wurden geändert und für insgesamt 1,5 Millionen Euro je ein Saal im Apollo Kino in Wien und im Cineplexx in Graz umgerüstet. Seit dem 24. Juni 2009 werden dort wieder IMAX-Filme gezeigt.
- Seit dem 19. Mai 2011 gibt es auch im Cineplexx in Hohenems einen Saal mit dem IMAX-3D-Verfahren.[64]

- Seit Ende 2012 ist auch das Cineplexx im Donauplex in Wien (beim Donau Zentrum mit einer überdachten Fußgängerbrücke verbunden) mit der aktuellsten IMAX-Technik ausgestattet.[65]

- Im Dezember 2013 bekam das Cineplexx Salzburg City einen IMAX-3D-Saal.[66] Das Kino wurde im August 2020 jedoch überraschend geschlossen.[67]

- Ab 2015 ging IMAX auch eine Kooperation mit Hollywood Megaplex ein und bestätigte die Standorte in St. Pölten und in Pasching bei Linz.

- Seit Juni 2015 gibt es im Hollywood Megaplex St. Pölten den ersten IMAX-Saal in Niederösterreich. Um das nötige Leinwandformat zu bekommen, wurde der Saal um 3 Meter erhöht.[68]

- Seit 1. Juli 2016 steht das größte IMAX Österreichs im Hollywood Megaplex PlusCity bei Linz. Mit einer Leinwandgröße von über 330 m² und fast 600 Sitzplätzen ist es der mit Abstand größte IMAX-Saal in Österreich. Bei der Eröffnung wurde er von IMAX-Europa-Präsident Andrew Cripps als einer der „Top 10 IMAX-Säle“ weltweit genannt.[69] Es ist auch der erste IMAX-Saal im deutschsprachigen Raum, der schon in der Planungsphase als IMAX-Saal geplant wurde.[70]

- Seit 13. Dezember 2017 hat auch das Cineplexx Innsbruck einen IMAX-Saal.[71]

### Technik
- Infos über das IMAX-(15/70)-Format
- Ein Blick in einen IMAX-Vorführraum (englisch)
- IMAX – Die Zukunft für Spielfilme? Referat (PDF; 695 kB) (Memento vom 21. Februar 2007 im Internet Archive)
- IMAX 3D Vorführraum Sinsheim-Technikmuseum

### IMAX-Theater
- IMAX 3D Filmtheater Sinsheim
- IMAX Dome Filmtheater Speyer
- Suchmaschine für alle IMAX-Theater und IMAX-Filme weltweit